# Municipio Tenabo
Koordinaten: 20° 0′ N, 90° 15′ W
Tenabo ist ein  Municipio im mexikanischen Bundesstaat Campeche. Das Municipio hat 9736 Einwohner (Zensus 2010) und ist 1062 km² groß. Verwaltungssitz und größter Ort des Municipios ist das gleichnamige Tenabo.

## Geographie
Das Municipio Tenabo liegt im Norden des mexikanischen Bundesstaats Campeche auf Höhen bis etwa 100 m. Es zählt zur Gänze zur physiographischen Provinz der Halbinsel Yucatán (etwa zu zwei Dritteln zur Subregion des yucatekischen Karstes und zu einem Drittel zum Karst- und Hügelland von Campeche) bzw. zu etwa 82 % zur hydrographischen Region Yucatán Norte und zu etwa 18 % zur Region Yucatán Oeste. Die Geologie des Municipios wird zu 69 % von Kalkstein und zu 20 % von lakustrischen Ablagerungen bestimmt; vorherrschende Bodentypen sind Leptosol (42 %), Nitisol (15 %) und Solonchak (13 %). Etwa zwei Drittel der Gemeindefläche sind bewaldet, gute zehn Prozent dienen dem Feldbau.
Das Municipio Tenabo grenzt an die Municipios Hopelchén, Hecelchakán und Campeche.

## Bevölkerung
Beim Zensus 2010 wurden im Municipio 9736 Menschen in 2376 Wohneinheiten gezählt. Davon wurden 1755 Personen als Sprecher einer indigenen Sprache registriert, darunter 1685 Sprecher des Mayathan. Gut 13 Prozent der Bevölkerung waren Analphabeten. 3752 Einwohner wurden als Erwerbspersonen registriert, wovon ca. 76 % Männer bzw. 1,2 % arbeitslos waren. Über 19 % der Bevölkerung lebten in extremer Armut.

## Orte
Das Municipio Tenabo umfasst 21 bewohnte localidades, von denen nur der Hauptort vom INEGI als urban klassifiziert ist. Zwei Orte wiesen beim Zensus 2010 eine Einwohnerzahl von über 500 auf, 16 Orte hatten weniger als 100 Einwohner. Die größten Orte sind:
| Ort             | Einwohner |
| Tenabo          | 7.543     |
| Tinún           | 0.998     |
| Emiliano Zapata | 0.419     |
| Kankí           | 0.202     |